# Instituto Superior de Ciências Sociais e Relações Internacionais
O Instituto Superior de Ciências Sociais e Relações Internacionais (CIS) é uma instituição de ensino superior angolana particular, sediada no município de Talatona, província de Luanda.

## História
O Instituto Superior de Ciências Sociais e Relações Internacionais foi autorizado a funcionar através do Decreto n.º 26/07, de 7 de maio de 2007; iniciou o ano letivo em 2008.

## Cursos
Sem vinculação a unidades orgânicas, em 2018, eram ofertados os seguintes cursos em nível de graduação:
- Economia
- Administração Pública
- Direito
- Ciência Política
- Relações Internacionais
- Psicologia
  - Com especialização em Psicologia Organizacional e do Trabalho
  - Com especialização em Psicologia Escolar
- Sociologia
- Gestão de Recursos Humanos
- Gestão de Banca e Seguros
- Contabilidade e Auditoria

## Centro de investigação acadêmica
Além dos cursos, a universidade criou um centro de investigação:
- Centro de Estudos Africanos[5]